# Aniseres subarcticus
Aniseres subarcticus là một loài tò vò trong họ Ichneumonidae.